# Округ Карнс (Тексас)
Округ Карнс (енгл. Karnes County) је округ у америчкој савезној држави Тексас. По попису из 2010. године број становника је 14.824.

## Демографија
Према попису становништва из 2010. у округу је живело 14.824 становника, што је 622 (4,0%) становника мање него 2000. године.
| Група             | 2000.         | 2010.         |
| Белци             | 6.309 (40,8%) | 5.956 (40,2%) |
| Афроамериканци    | 1.667 (10,8%) | 1.377 (9,3%)  |
| Азијати           | 66 (0,4%)     | 32 (0,2%)     |
| Хиспаноамериканци | 7.324 (47,4%) | 7.376 (49,8%) |
| Укупно            | 15.446        | 14.824        |